# Star世界巡迴演唱會
Star世界巡迴演唱會，是臺灣女歌手張惠妹第四次大型個人巡迴演唱會。總共歷經1年5個月13個城市20場演出，吸引50萬人觀眾。更是首位華語歌手在台北小巨蛋同一主題連開5場演唱會的歌手。

## 巡演場次
| 場次 | 日期           | 國家／地區 | 城市               | 場館                       | 備註                                                             |
| ---- | -------------- | ---------- | ------------------ | -------------------------- | ---------------------------------------------------------------- |
| 1    | 2007年11月3日  | 中国大陆   | 上海市             | 上海體育場                 | 三度在此場地開個人大型售票演唱會的華語女歌手                     |
| 2    | 2007年11月8日  | 新加坡     | 新加坡             | 新加坡室內體育館           | 非假日開唱                                                       |
| 3    | 2007年11月22日 | 美国       | 康乃狄克州         | Mohegan Sun Arena          | 02:00                                                            |
| 4    | 2007年11月22日 | 美国       | 康乃狄克州         | Mohegan Sun Arena          | 14:00                                                            |
| 5    | 2007年12月22日 | 臺灣       | 台北市             | 台北小巨蛋                 | [ 6 ]                                                            |
| 6    | 2007年12月23日 | 臺灣       | 台北市             | 台北小巨蛋                 | [ 7 ]                                                            |
| 7    | 2007年12月24日 | 臺灣       | 台北市             | 台北小巨蛋                 | [ 8 ]                                                            |
| 8    | 2008年7月19日  | 美国       | 加利福尼亞州舊金山 | Lake Tahoe Outdoor Arena   | 20:20-22:18，首位在此場地舉辦戶外演唱會的華人女歌手              |
| 9    | 2008年7月22日  | 加拿大     | 哥倫比亞省溫哥華   | River Rock Casino Resort   | [ 9 ]                                                            |
| 10   | 2008年9月22日  | 日本       | 東京都             | 赤坂ACTシアター            |                                                                  |
| 11   | 2008年9月23日  | 日本       | 東京都             | 赤坂ACTシアター            | [ 10 ]                                                           |
| 12   | 2008年10月2日  | 中国大陆   | 四川省成都市       | 成都市體育中心體育場       | 首位在此場地開個人大型售票演唱會的台灣女歌手                     |
| 13   | 2008年10月4日  | 新加坡     | 新加坡             | 新加坡室內體育館           | 加演場，首位台灣歌手以安可方式一年內巡迴二度回到新加坡開唱的歌手 |
| 14   | 2008年10月11日 | 中国大陆   | 陝西省西安市       | 陝西省體育場               | 首位在此場地開個人大型售票演唱會的台灣女歌手                     |
| 15   | 2008年10月29日 | 中国大陆   | 天津市             | 天津奧林匹克體育中心體育場 | 首位此場地開個人大型售票演唱會的華語女歌手                       |
| 16   | 2008年12月12日 | 美国       | 加利福尼亞州洛杉磯 | Shrine Auditorium          | [ 15 ]                                                           |
| 17   | 2008年12月20日 | 香港       | 香港特別行政區     | 亞洲國際博覽館             | 首位在此館舉行售票演唱會的台灣女歌手                             |
| 18   | 2009年3月20日  | 马来西亚   | 吉隆坡聯邦直轄區   | 武吉加里爾國家體育場       | 首位此場地開個人大型售票演唱會的台灣女歌手                       |
| 19   | 2009年3月28日  | 臺灣       | 台北市             | 台北小巨蛋                 | 加演場                                                           |
| 20   | 2009年3月29日  | 臺灣       | 台北市             | 台北小巨蛋                 | 加演場                                                           |

## 曲目列表
- Act 1

1. Opening: 空中的梦想家
2. 永遠的快樂
3. 發燒
4. A級娛樂
5. Yes Or No

- Act 2

1. 記得
2. 真實
3. 誰愛我／你是愛我的
4. 我要快樂

- Act 3

1. 一個人跳舞
2. High High High
3. Bad Boy
4. RAP+了不起

- Act 4

1. 剪愛
2. 藍天
3. 我無所謂
4. 我恨我愛你
5. 別在傷口灑鹽
6. 認真+最愛的人傷我最深
7. 天天想你+後知後覺

- Act 5

1. 不顧一切
2. 愛什麼稀罕
3. Are You Ready

- Act 6

1. 聽海
2. 如果你也聽說
3. 人質
4. 原來你什麼都不要

- Act 7

1. 薇多莉亞的秘密
2. 火
3. 夏天的浪花
4. 站在高崗上

- Encore

1. 愛是唯一
2. 哭砂
3. 讓每個人都心碎
4. 沒有煙抽的日子
5. 不像個大人／哭不出來
6. 解脫
7. 給我感覺
8. 一想到你呀
9. 牽手
10. 姊妹
11. 我要飛
12. 三天三夜

- Act 1

1. Opening: 空中的梦想家
2. 永遠的快樂
3. 發燒
4. A級娛樂
5. Yes Or No

- Act 2

1. 記得
2. 真實／勇敢（新加坡場）
3. 你是愛我的
4. 我要快樂

- Act 3

1. 一個人跳舞
2. High High High
3. Bad Boy
4. RAP+了不起

- Act 4

1. 剪愛
2. 藍天
3. 我無所謂
4. 我恨我愛你
5. 別在傷口灑鹽
6. 如果你也聽說
7. 後知後覺

- Act 5

1. 不顧一切
2. 愛什麼稀罕
3. Are You Ready

- Act 6

1. 聽海
2. 人質
3. 原來你什麼都不要

- Act 7

1. 薇多莉亞的秘密
2. 火
3. 夏天的浪花
4. 站在高崗上

- Encore

1. 我可以抱你嗎
2. 解脫
3. 給我感覺
4. 一想到你呀
5. 牽手
6. 姊妹
7. 我要飛
8. 三天三夜

- Act 1

1. Opening: 空中的梦想家
2. 永遠的快樂
3. 發燒
4. A級娛樂
5. Yes Or No

- Act 2

1. 記得
2. 誰愛我
3. 運命は遠い日の約束
4. 我要快樂

- Act 3

1. 感應
2. High High High
3. Bad Boy
4. 了不起

- Act 4

1. 剪愛
2. 藍天
3. 我無所謂
4. 我恨我愛你
5. 別在傷口灑鹽

- Act 5

1. 愛愛愛
2. 小情歌
3. 愛情轉移
4. 安靜

- Act 6

1. 不顧一切
2. 愛什麼稀罕
3. Are You Ready
4. 不想伊

- Act 7

1. 聽海
2. 如果你也聽說
3. 人質
4. 原來你什麼都不要

- Act 8

1. 薇多莉亞的秘密
2. 火
3. 夏天的浪花
4. 站在高崗上

- Encore

1. 古調
2. 我可以抱你嗎
3. 讓每個人都心碎
4. 我為什麼那麼愛你
5. 給我感覺
6. 牽手
7. 姊妹
8. 我要飛
9. 三天三夜

## 嘉賓
| 日期           | 國家／地區 | 城市 | 嘉賓   | 表演歌曲                         |
| -------------- | ---------- | ---- | ------ | -------------------------------- |
| 2007年12月22日 | 臺灣       | 台北 | 曹格   | 《一眼瞬間》、《背叛》           |
| 2007年12月23日 | 臺灣       | 台北 | 蕭敬騰 | 《一眼瞬間》                     |
| 2008年10月29日 | 中国       | 天津 | 馬志明 | 《相聲天津快板》                 |
| 2008年12月20日 | 香港       | 香港 | 張學友 | 《頭髮亂了》、《每天愛你多一些》 |

## 幕後人員名單
- 監製：葛福鴻
- 主辦單位：超級圓頂事業股份有限公司、都會娛樂股份有限公司
- 協辦單位：東風、EMI
- 指定彩妝：MAC
- 整合行銷：東風整合行銷股份有限公司
- 藝人經紀：聲動娛樂有限公司
- 總經理：陳鎮川
- 經紀人：鐘若涵
- 執行經紀：江盈菁
- 企劃製作：源活國際娛樂整合行銷分份有限公司
- 演唱會監製：陳鎮川
- 演唱會製作人：彭佳玲
- 演唱會統籌：莊佩禎
- 硬體統籌：張育書、古學林、陳彥宏
- 演唱會製作群：郭嘉霖、陳漢忠、李佳佩、龔萬芳
- 演唱會行政管理：葛紀倫、林婉琳
- 音樂總監：Kheng Long Goh、Martin Tang
- 樂隊經理：鄭婷婷
- Keyboard：Kheng Long Goh、Sheum Mei Mei
- Guitar：Jamie Wilson、Salim Bin Wakija
- Bass：Kesavan K Subramaniam
- Drum：Saharudin Bin Saniman
- Percussion：Mohamed Noor Bin Syed Yakob
- Program：Chu King Andrew
- 合聲Chorus：馬毓芬、David Tan Tat Wei、Lim Yeek Sinn、Tay Ke Wei、何繼民
- 舞蹈設計：Luam Keflezghi、Sunny Chan 、Chris Choi
- 舞蹈編排：Chris Choi
- 舞蹈管理：廖峻葦
- 舞者：Patrick Chen、Darrell Bullock、Francisco Gomez、Joseph Slaughtre 、陳玉姬、劉貞伶、陳裕琦、熊融融、黃惠玲、葉怡梵、陳依凡、周佩芸
- 造型設計：Thomas Chan
- 藝人造型管理：陳嘉惠
- 藝人化妝：陳聆葳
- 藝人髮型：魏伯儒
- 舞者造型設計：孫惠美
- 樂手造型設計：胡瑋玲
- 舞者服裝管理：邱麗真
- 舞者彩妝設計：MAC
- 舞者服裝贊助：PUMA
- 舞蹈員及樂手髮型設計：H PARK
- 特別演出：盧皆興
- 舞台設計：馮建彰、陳皆理 by FREES
- 工程統籌：鼎益鑫
- 道具設計：馮建彰、陳皆理 by FREES
- 舞台工程：銓鈜舞台
- 燈光工程：鼎益鑫
- 視訊工程：鼎益鑫
- 特效工程：星際特效、上海仁添工程
- 雷射工程：綜合舞台株式會社
- 特殊道具製作：上海仁添工程、大象藝術工程有限公司、丹羽美術工程工作室
- 燈光設計：司徒小波、陸國誌、陳耀華
- 雷射設計：森健明
- 翻譯：蘇奕文
- 音響工程：瑞陽音響
- 音響設計：Peter Albert、陳泰山、林明賢
- 動畫製作：徐國祚、郭東洲、翁沁凱
- 人力資源：一句話工作室